# Индустријализована стамбена изградња
Индустријализована стамбена изградња је био стручни часопис посвећен питањима из области архитектуре, а нарочито стамбене изградње, префабрикације, индустријализације и рационализације изградње станова. Излазио је у Београду од 1981. до 1988. године, а издавао га је Институт техничких наука Српске академије наука и уметности. Главни и одговорни уредник часописа био је Милан М. Пајевић.